# Sikorsky MH-53 Pave Low
Sikorsky HH-53/MH-53 Pave Low – amerykański śmigłowiec wielozadaniowy, wykorzystywany przez United States Air Force do zadań poszukiwawczo-ratunkowych w warunkach bojowych (CSAR) oraz wsparcia operacji specjalnych, opracowany przez Sikorsky Aircraft Corporation na bazie śmigłowca CH-53 Sea Stallion.

## Historia
Oblot śmigłowca HH-53B, pierwszego zaprojektowanego specjalnie z myślą o wykonywaniu zadań poszukiwawczo-ratownicznych, miał miejsce 15 marca 1967. W 1968 roku zaprezentowana została nieco zmodyfikowana wersja HH-53C. Wyprodukowano 8 egzemplarzy w wersji HH-53B (później zmodernizowanych do standardu HH-53C) oraz 64 HH-53C. Śmigłowce wykorzystywano podczas wojny wietnamskiej, gdzie zastąpiły maszyny HH-3E "Jolly Green Giant", zyskując przydomek "Super Jolly Green Giant". W późniejszych latach śmigłowce pełniły służbę podczas startów statków kosmicznych oraz wykorzystywane były do poszukiwania załóg statków powracających z lotów kosmicznych.
W latach 70. podjęto próby mające na celu umożliwienie prowadzenie działań przez śmigłowce HH-53 w każdych warunkach pogodowych, zarówno w dzień jak i w nocy. Ich wynikiem była modernizacja 11 śmigłowców HH-53B i HH-53C do standardu HH-53H Pave Low III. W 1980 roku nastąpiło przeniesienie pierwszych maszyn z Military Airlift Command (Dowództwa Wojskowego Lotnictwa Transportowego) do 1st Special Operations Wing (1. Skrzydła Operacji Specjalnych), jednocześnie ze zmianą ich nazwy na MH-53H.
W latach 1986–1990 41 maszyn wersji HH-53B, HH-53C, HH-53H oraz CH-53C zmodernizowano do kolejnego standardu – MH-53J Pave Low III Enhanced. Ostatnia modernizacja doprowadziła do powstania wersji MH-53M Pave Low IV.
Śmigłowce zostały wycofane ze służby w 2008 roku.